# Струковна школа Вуковар
Струковна школа Вуковар је средња школа у насељу Борово, у Вуковару.

## Историја
Школа је 27. маја 2009. године променила назив у Струковна школа Вуковар, а садашњи назив Средња стручна школа Марко Бабић је од 18. децембра 2018. године.  Школа је преименована на иницијативу града Вуковара. Марко Бабић је био пуковник и који је погинуо у рату у Хрватској, био је почасни члан Хрватског генералског збора. 
Настава у школи се изводи на хрватском и латиничном писму, а за ученике српске националне мањине на хрватском и српском језику и латиници и ћирилици. 
Струковна школа позната је и по ресторану отвореног типа „Академац“, у оквиру њега налазе се и фризерски и козметички салон, посластичарница и туристичка агенција. 
У овој се школи прославља Свети Сава, сваке године, пошто у школу иде око 100 српских ученика. 
Министарство знаности и образовања Хрватске 2022. године предложило је смањење броја занимања у школама широм Хрватске. Када је реч о Струковној школи Бабић у Вуковару, Министарство је предложило смањење планираног уписа ученика на 10 програма и 137 планираних ученика у прве разреде у односу на 15 стручних занимања и 193 ученика колико је школа првобитно планирала. То би значило укидање 4 програма на српском језику и 1 на хрватском језику. На овај предлог дала је сагласност и Вуковарско-сремска жупанија.  На проблем могућег укидања занимања у српском језику и ћирилици у Скупштини је прва указала посланица СДСС Драгана Јецков, која се залагала за очување права мањина. Министарство просвете је касније одустало од укидања наставе на српском језику. 